# جرج راوتون
جرج راوتون (انگلیسی: George Roughton; ۱۱ مهٔ ۱۹۰۹ – ۷ ژوئن ۱۹۸۹) یک بازیکن فوتبال اهل انگلستان بود.
از باشگاه‌هایی که در آن بازی کرده‌است می‌توان به باشگاه فوتبال منچستر یونایتد و باشگاه فوتبال هادرسفیلد تاون اشاره کرد.